# 八穀增十七
鹿豹座23，又名BD+61 816，HD 37638、SAO 13590、HR 1943，是鹿豹座的一颗恒星，视星等为6.15，位于銀經151.34，銀緯16.12，其B1900.0坐标为赤經5h 34m 56.6s，赤緯+61° 16.12′ 37″。